# Iglesia de San Andrés (Bedriñana)
La iglesia de San Andrés de Bedriñana es un templo católico que se encuentra en la parroquia de Bedriñana, situada en un margen de la ría de Villaviciosa, en el concejo homónimo (Principado de Asturias, España).
Se trata de un templo que ya aparece reflejado en el año 1023

Los restos prerrománicos se encuentran dispersados por el edificio, el de mayor valor es la celosía de la fachada occidental de la iglesia, este fino trabajo refleja el tallo de un a planta con ramas curvadas sobre sí mismas. 
Otros vestigios que se encuentran son tres ventanas bíforas, y un modillón de rollo único.
Por la similitud de construcción y de decoración se atribuye al taller de Valdediós e incluso puede que fuesen los mismos artesanos los que construyeran ambas